# Gliese 832
Gliese 832 (GJ 832) é uma estrela anã vermelha do tipo espectral M2V na constelação de Grus. Ela está localizada relativamente próxima do Sol, a uma distância de 16,2 anos-luz (5,0 parsecs). Gliese 832 tem um pouco menos que metade da massa e do raio do Sol. São conhecidos dois planetas extrassolares em órbita ao redor desta estrela, um deles um dos exoplanetas potencialmente habitáveis mais próximos do Sistema Solar.

## Características
Gliese 832 é uma estrela muito próxima localizada a uma distância de apenas 16,19 anos-luz (4,97 parsecs) da Terra, determinada por medições de paralaxe da sonda Gaia. Mesmo assim, devido a sua baixa luminosidade, a estrela não é visível a olho nu, com uma magnitude aparente visual de 8,67. Isso corresponde a uma magnitude absoluta de 10,19. Atualmente se afastado do Sistema Solar com uma velocidade radial de 4,3 km/s, Gliese 832 fez sua maior aproximação ao Sol há cerca de 53 mil anos, quando chegou a uma distância mínima de 15,7 anos-luz (4,82 parsecs) do Sol. Seu alto movimento próprio, de cerca de 0,8 segundos de arco por ano, resulta em uma aceleração na sua velocidade radial de 0,08 m/s por ano.
Classificada com um tipo espectral de M2V, esta estrela é uma anã vermelha típica com uma temperatura efetiva de 3 580 K. Anãs vermelhas são as menores e menos luminosas estrelas na sequência principal e representam cerca de 70% das estrelas na vizinhança do Sol. Gliese 832 tem uma massa estimada de 45% da massa solar, um raio de 43% do raio solar e está brilhando com apenas 2,7% da luminosidade solar. Sua metalicidade, a abundância de elementos mais pesados que o hélio, é um pouco menor que a do Sol, com uma proporção de ferro de cerca de 70% da solar. Com um baixo nível de atividade cromosférica e um período de rotação lento de 46 dias, Gliese 832 parece ser uma estrela velha. Uma idade de aproximadamente 6 bilhões de anos foi estimada com base em seu nível de atividade em raios X.

## Sistema planetário
Em 2008, foi descoberto um planeta extrassolar análogo a Júpiter orbitando Gliese 832, denominado Gliese 832 b. Ele foi detectado por espectroscopia Doppler como parte do Anglo-Australian Planet Search, a partir de 32 medições da velocidade radial da estrela entre agosto de 1998 e março de 2008 pelo espectrógrafo UCLES, no Telescópio Anglo-Australiano. Esse planeta é um gigante gasoso com uma massa mínima de aproximadamente 70% da massa de Júpiter, orbitando a estrela a uma distância média de 3,6 UA. Sua órbita é próxima de circular, com uma possível excentricidade de 0,08, e tem um longo período de cerca de 10,1 anos. Planetas gigantes ao redor de anãs vermelhas são muito menos frequentes do que em estrelas como o Sol, com uma taxa de ocorrência estimada em cerca de 5%.
Um estudo de 2013, com novos dados de velocidade radial do espectrógrafo HARPS, no Observatório de La Silla, confirmou a existência desse planeta e detectou um segundo possível sinal, com período de 35 dias, mas com um baixo nível de confiança. A estrela continuou sendo monitorada, e em 2014 a existência de um segundo planeta com período de 35,7 dias foi confirmada, com base em 109 observações pelos instrumentos UCLES, HARPS e PFS (no Telescópio Magellan Clay). Esse planeta, designado Gliese 832 c, é uma super-Terra com uma massa mínima de 5,4 vezes a massa da Terra e orbita a uma distância média de 0,16 UA da estrela, o que o coloca dentro da parte interna da zona habitável do sistema, que se estende de 0,13 até 0,24 ou 0,28 UA. Isso dá ao planeta condições de ter água líquida na superfície, apesar de que sua alta massa significa que ele mais provavelmente possui uma densa atmosfera, tornando-o inabitável como Vênus. Um grande satélite hipotético poderia ter condições mais favoráveis para a vida.
| Planeta | Massa           | Semieixo maior (UA) | Período orbital (dias) | Excentricidade  |
| ------- | --------------- | ------------------- | ---------------------- | --------------- |
| b       | >0,68 ± 0,09 MJ | 3,56 ± 0,28         | 3657 ± 104             | 0,08+0,02 −0,06 |
| c       | >5,40 ± 0,95 M⊕ | 0,163 ± 0,006       | 35,68 ± 0,03           | 0,18 ± 0,13     |